# William Henry Young
William Henry Young FRS (Londres, 20 d'octubre de 1863 - Lausana, 7 de juliol de 1942) va ser un matemàtic anglès educat a la Universitat de Cambridge. Va treballar en la teoria de la mesura, les sèries de Fourier i el càlcul diferencial, entre d'altres. També va fer aportacions en el camp de l'anàlisi complexa. Era espòs de Grace Chisholm Young i pare de Laurence Chisholm Young i Rosalind Tanner, tots ells també matemàtics rellevants. La desigualtat de Young rep aquest nom en honor seu.
L'any 1913 va ser escollit per a ocupar la recentment creada càtedra Hardinge de Matemàtica Pura a la Universitat de Calcuta, lloc que ocupà entre 1913 i 1917. També fou professor a temps parcial de Filosofia i Història de les Matemàtiques a la Universitat de Liverpool entre 1913 i 1919. Des de 1919 i fins a 1923, va ocupar la càtedra de matemàtiques pures del University College de Gal·les (actualment, universitat d'Aberystwyth).
Fou escollit membre de la Royal Society el 2 de maig de 1907. Fou president de la London Mathematical Society entre 1922 i 1924. L'any 1917 fou guardonat amb la Medalla De Morgan de la London Mathematical Society, i l'any 1928 rebé la Medalla Sylvester de la Royal Society.
Fou president de la Unió Matemàtica Internacional entre 1929 i 1936.

## Obra
- Young, William Henry. The fundamental theorems of the differential calculus.  Cambridge University Press, 1910.
- Young, William Henry; Chisholm Young, Grace. The first book of geometry.  J. M. Dent, 1905.
- Young, William Henry; Chisholm Young, Grace. Internet Archive. The Theory of Sets of Points, 1906.

## Distincions
- Membre de la Royal Society el 1907
- Guardonat amb la medalla Sylvester el 1928
- President de la Unió Matemàtica Internacional entre 1929 i 1936